# Jay Bruce
Jay Allen Bruce (Beaumont, 3 aprile 1987) è un ex giocatore di baseball statunitense.

## Minor League (MiLB)
Nato a Beaumont nel Texas, Bruce frequentò la West Brook High School, nella sua città natale. Venne scelto nel primo giro, come 12º scelta assoluta del draft amatoriale MLB 2005, dai Cincinnati Reds. Nello stesso anno giocò nella classe Rookie della Minor League con due diverse squadre affiliate ai Reds e finisce con ,266 di media battuta, ,341 di media OBP (arrivi in base), 9 fuoricampo, 38 RBI (punti battuti a casa), 6 basi rubate e 45 punti in 54 partite (192 turni di battuta validi).
Nel 2006 giocò per l'intera stagione nella classe A con i Dayton Dragons della Midwest League e finì con ,291 alla battuta, ,355 in base, 16 fuoricampo, 81 RBI, 19 basi rubate e 69 punti in 117 partite (444 turni di battuta).
Nel 2007 militò con tre squadre, prima nella classe A-avanzata, poi tra il 21 giugno e l'11 luglio nella Doppia-A e dal 12 luglio a fine stagione nella Tripla-A. Concluse la stagione con ,319 alla battuta, ,375 in base, 26 fuoricampo, 89 RBI, 8 basi rubate e 87 punti in 133 partite (521 turni di battuta).
Nel 2008 iniziò la stagione nella Tripla-A con i Louisville Bats della International League, finendo con ,364 alla battuta, ,393 in base, 10 fuoricampo, 37 RBI, 8 basi rubate e 34 punti in 49 partite (184 turni di battuta).

## Major League Baseball (MLB)

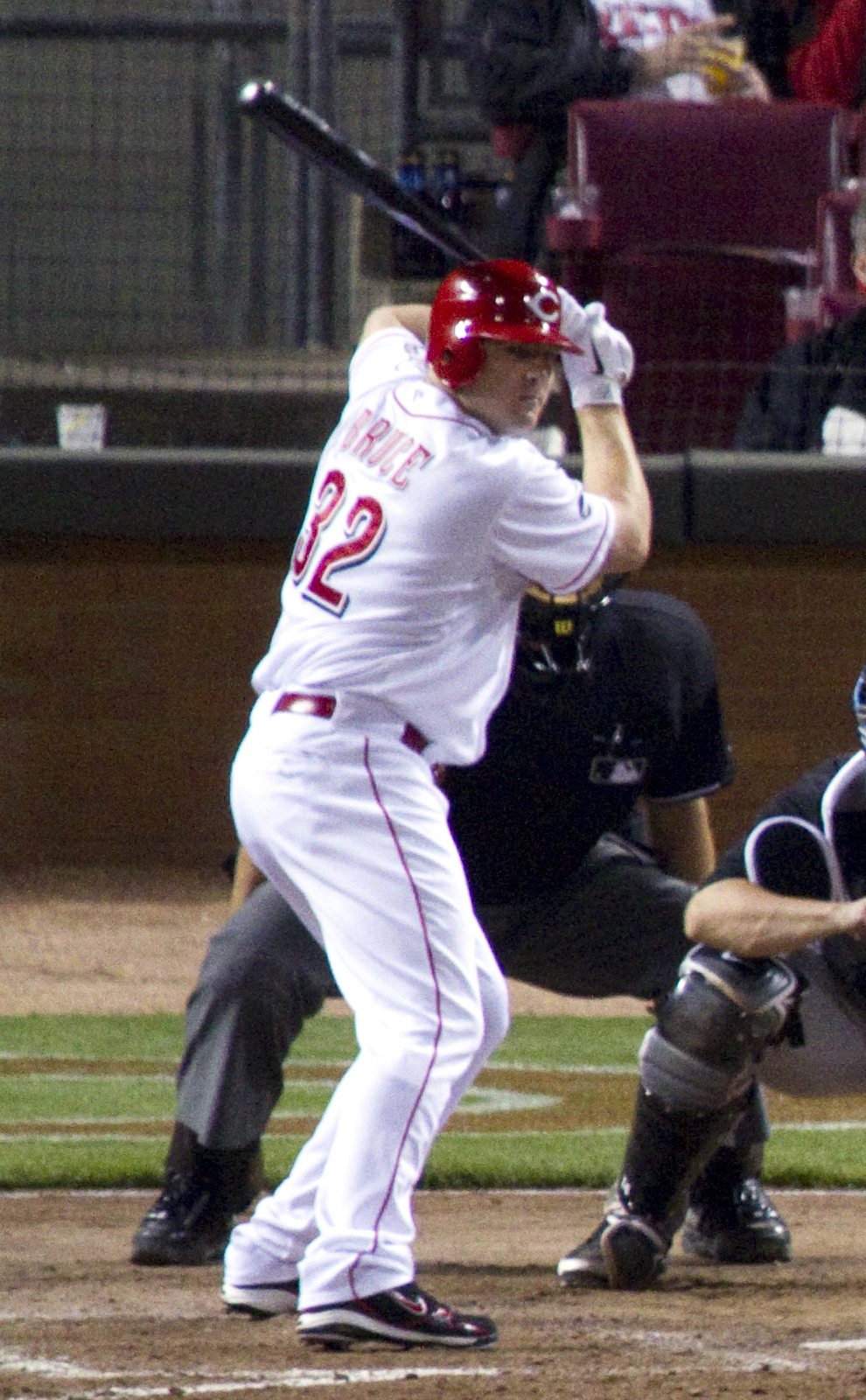
Bruce alla battuta nel 2011

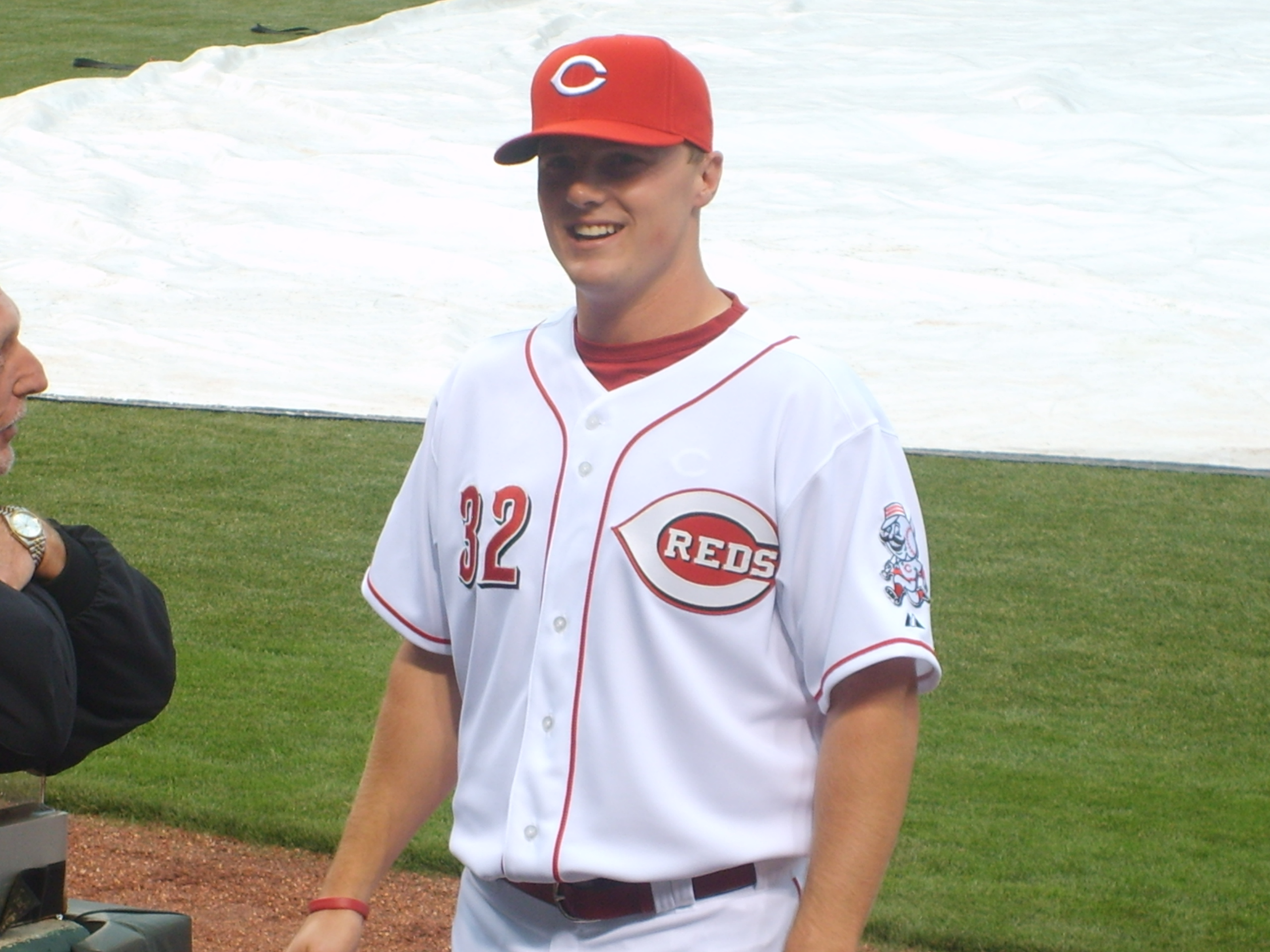
Bruce nel giorno del suo esordio nel 2008

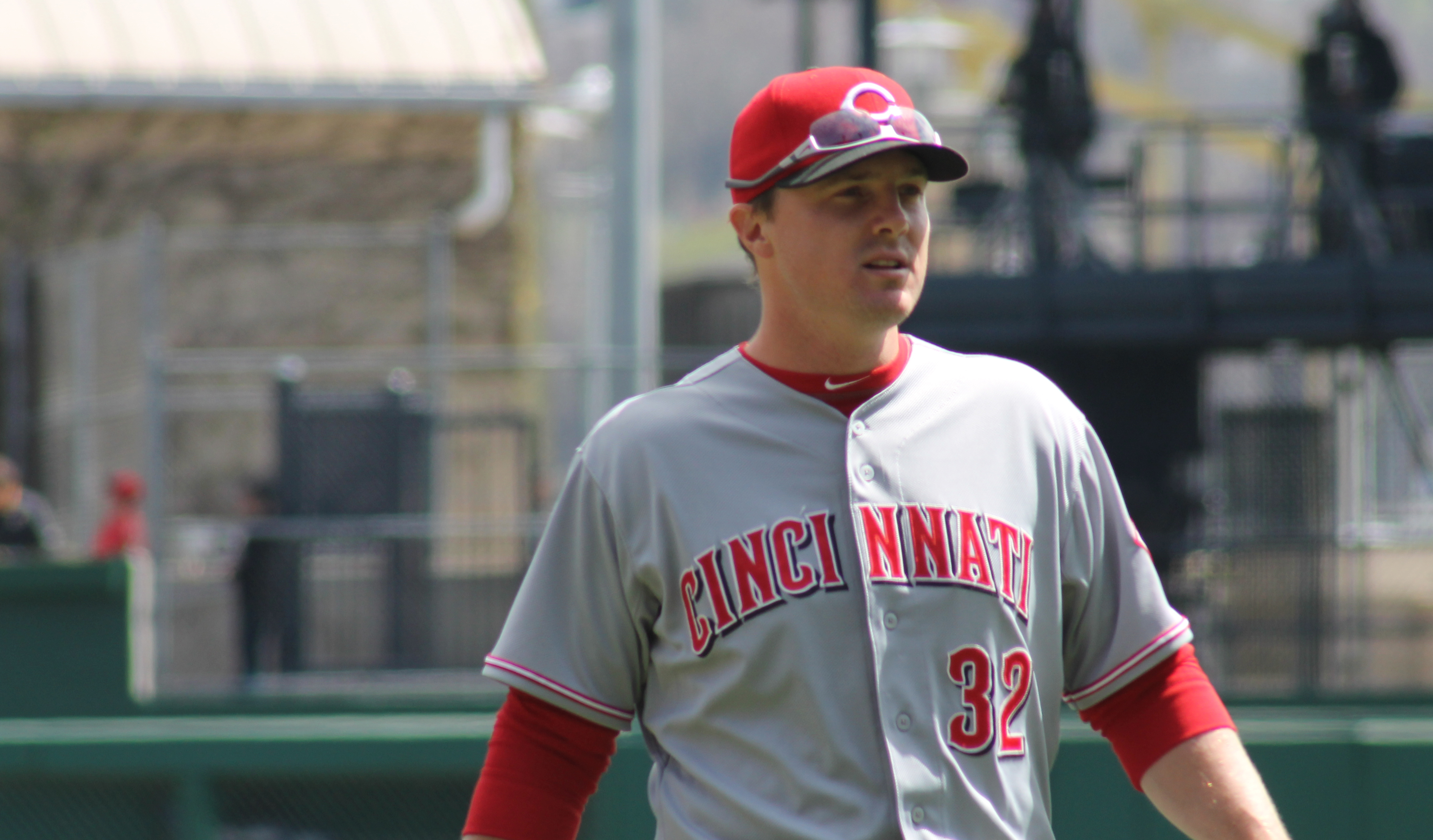
Bruce nel 2014

### Cincinnati Reds (2008-2016)
Debuttò nella Major League il 27 maggio 2008 al Great American Ball Park di Cincinnati, contro i Pittsburgh Pirates. Schierato come esterno centro titolare, ottenne in quest'ordine: una base su ball, la sua prima valida, di nuovo una base su ball, un'altra valida, in cui realizzò il primo punto battuto a casa e poco dopo durante lo stesso inning il primo punto; e un doppio con un RBI, nel quinto e ultimo turno di battuta affrontato. Il 31 maggio contro i Braves, batté il suo primo fuoricampo nella parte bassa del decimo inning, chiudendo la partita in favore dei Reds. Chiuse la sua prima stagione in MLB con ,254 alla battuta, ,314 in base, 21 fuoricampo, 52 RBI, 4 basi rubate e 63 punti in 108 partite (413 turni di battuta). Durante la stagione disputò anche 49 partite nella Tripla-A, tutte disputate prima della promozione nella MLB.
Il 12 luglio 2009 venne inserito nella lista infortuni per un infortunio al polso destro. Il 3 settembre venne rimandato in Minor League, nei Louisville Reds, per la riabilitazione. Il 14 dello stesso mese tornò a giocare in MLB. Chiuse con ,223 alla battuta, ,303 in base, 22 fuoricampo, 58 RBI, 3 basi rubate e 47 punti in 101 partite (345 turni di battuta).
L'8 marzo 2010 firmò un contratto di 6 anni per un totale di 51 milioni di dollari con il settimo anno opzionale. Chiuse il 2010 con ,281 alla battuta, ,353 in base, 25 fuoricampo, 70 RBI, 5 basi rubate e 80 punti in 148 partite (509 turni di battuta).
Nel 2011 finì con ,256 alla battuta, ,341 in base, 32 fuoricampo, 97 RBI, 8 basi rubate e 84 punti in 157 partite (585 turni di battuta),
Nel 2012 concluse con ,252 alla battuta, ,327 in base, 34 fuoricampo (terzo in National League), 99 RBI, 9 basi rubate e 89 punti in 155 partite (560 turni di battuta).
Nel 2013 terminò con ,262 alla battuta, ,329 in base, 30 fuoricampo (terzo in NL), 109 RBI (terzo in NL), 7 basi rubate e 89 punti in 160 partite (quinto in NL), (626 turni di battuta; quarto in NL).
Il 5 maggio 2014 venne inserito nella lista infortuni per recuperare da un'operazione al ginocchio sinistro. Il 21 dello stesso mese rientrò in prima squadra. Chiuse con ,217 alla battuta, ,281 in base, 18 fuoricampo, 66 RBI, 12 basi rubate e 71 punti in 137 partite (493 turni di battuta).
Nel 2015 finì con ,226 alla battuta, ,294 in base, 26 fuoricampo, 87 RBI, 9 basi rubate e 72 punti in 157 partite (quarto NL), (580 turni di battuta).
Nel 2016 con i Reds realizzò .265 alla battuta, .316 in base, 25 fuoricampo, 80 RBI, 4 basi rubate e 60 punti in 97 partite (370 turni di battuta), prima di essere scambiato con i Mets.

### New York Mets (2016-2017)

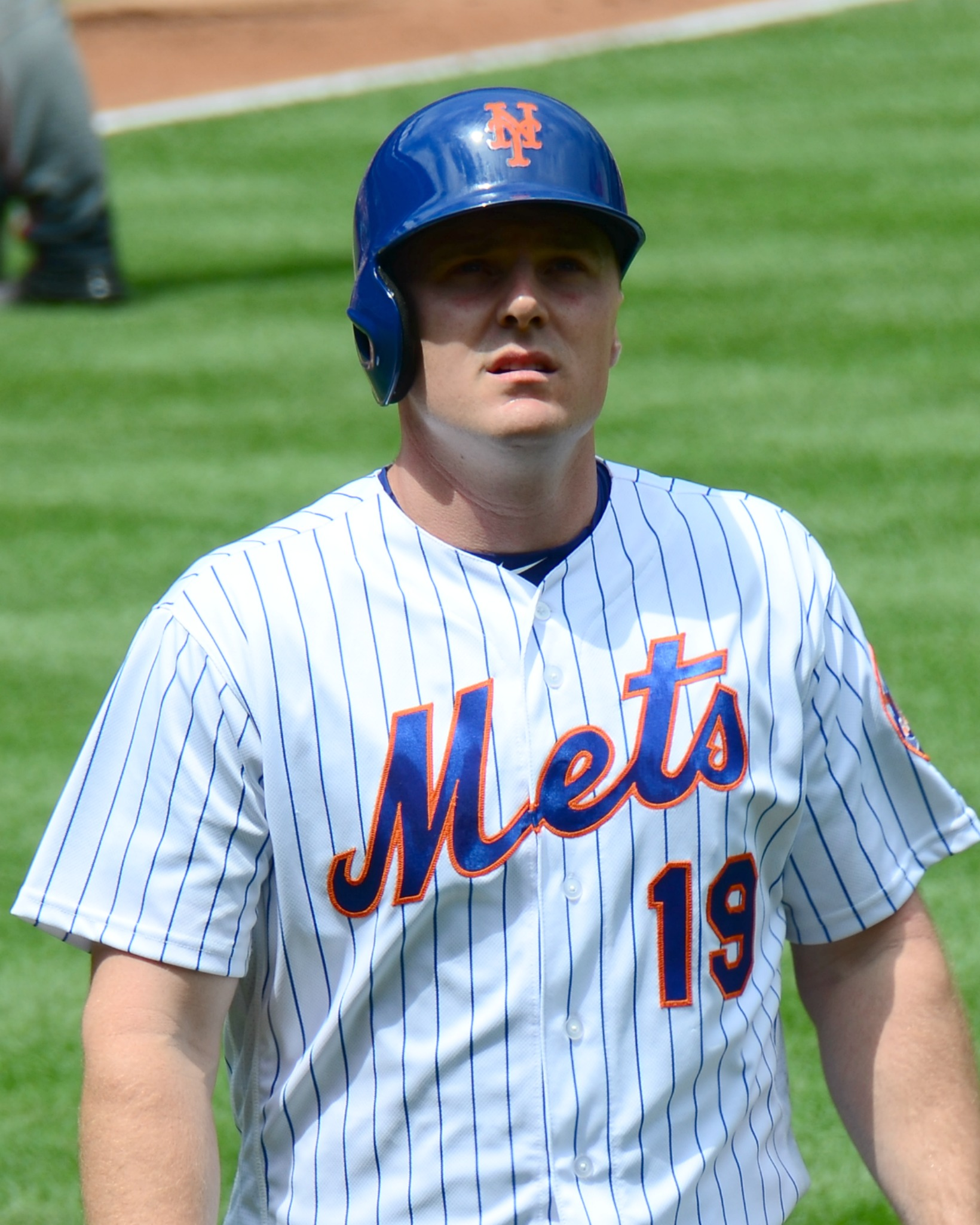
Bruce con i Mets nel 2016

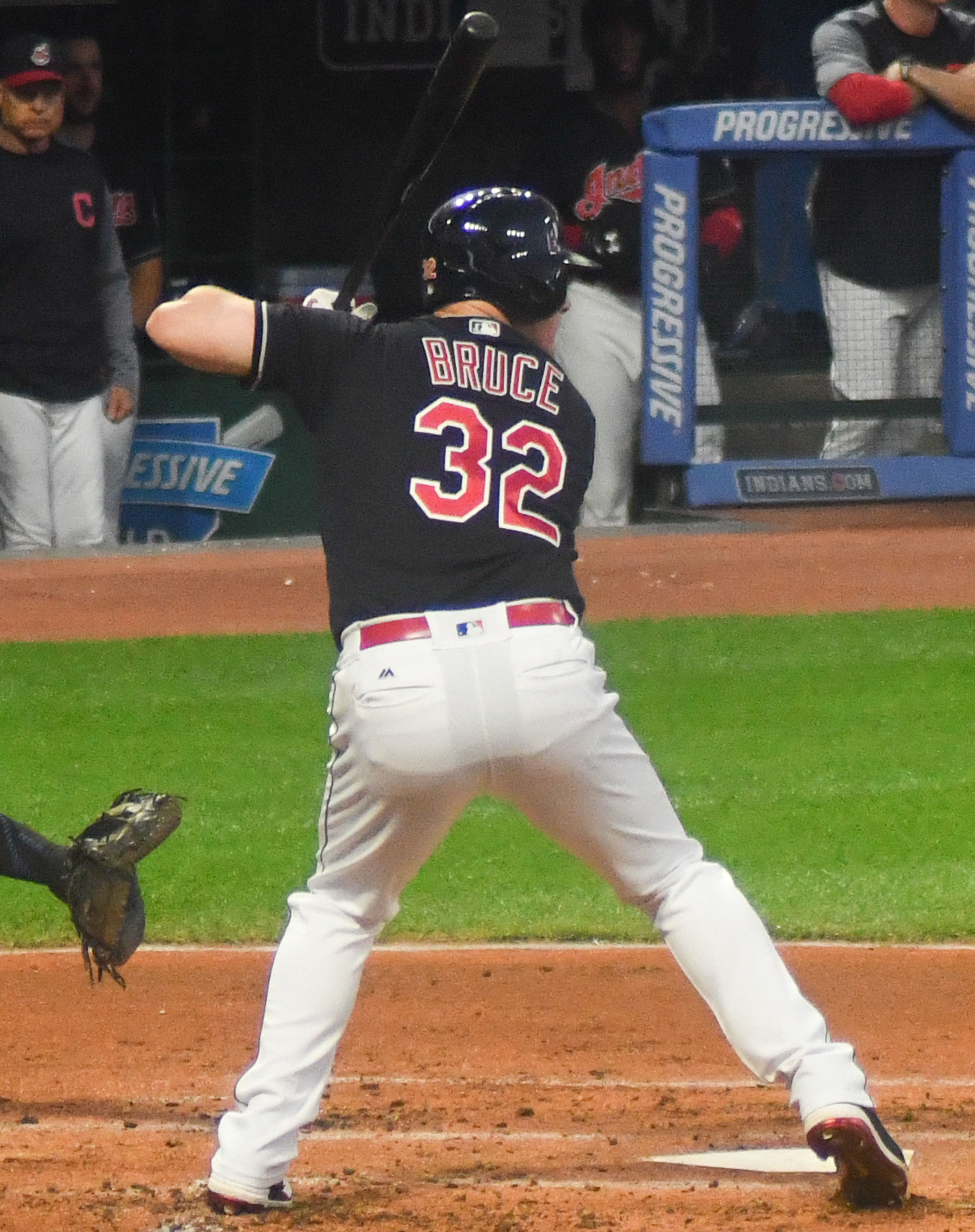
Bruce con gli Indians nel 2017

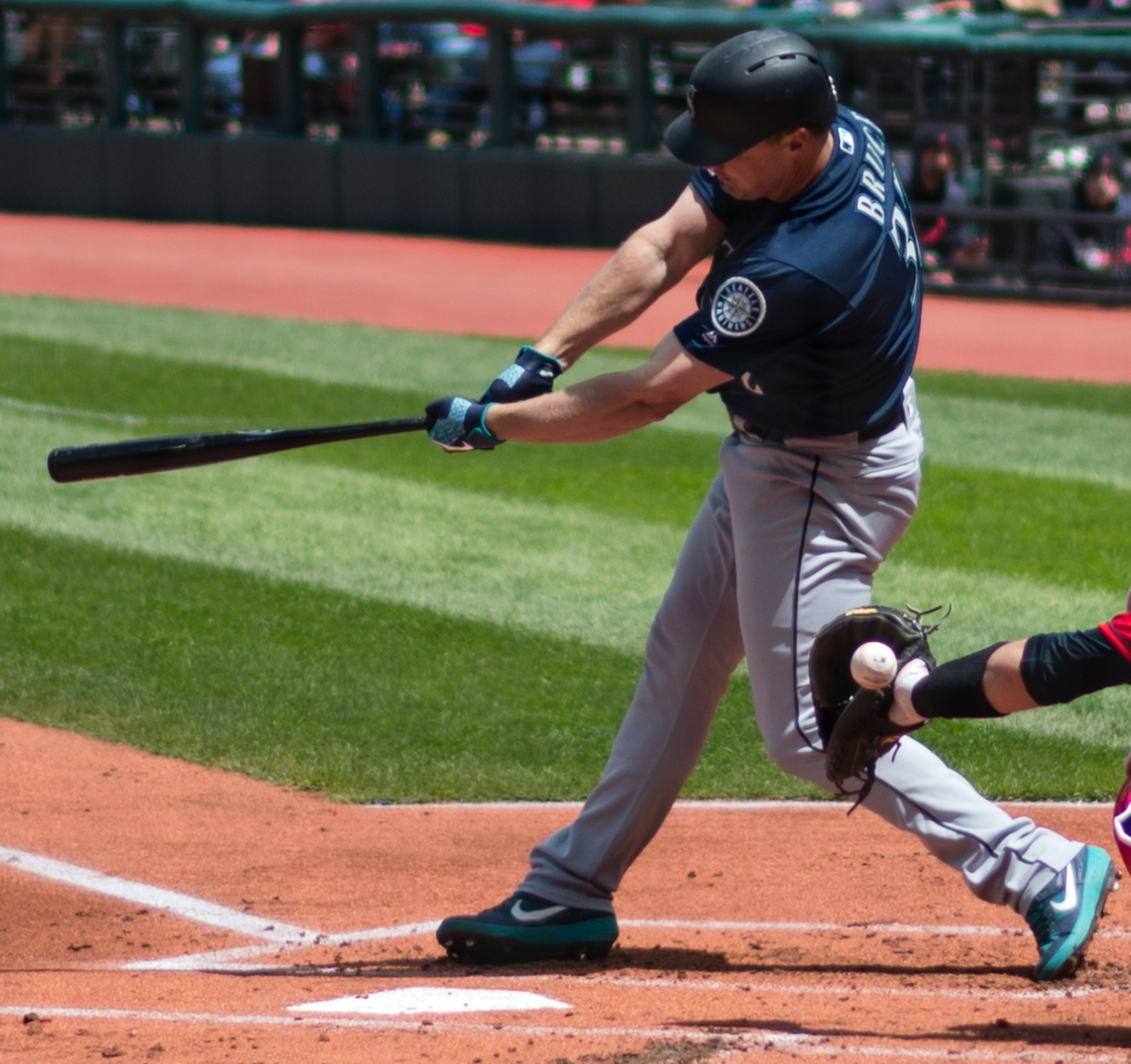
Bruce con i Mariners nel 2019

Il 1º agosto 2016, Bruce venne scambiato con i New York Mets per il seconda base Dilson Herrera e il lanciatore sinistro Max Wotell.
Il 2 agosto 2016, venne inserito in prima squadra dai Mets. Chiuse la stagione con ,219 alla battuta, ,294 in base, 8 fuoricampo, 19 RBI, nessuna base rubata e 14 punti in 50 partite (169 turni di battuta), battendo con una distanza media in lunghezza di 234,34 piedi e 42,92 piedi in altezza. Il 3 novembre i Mets esercitarono l'opzione sul suo ultimo anno di contratto (13 milioni di dollari).
Nel 2017 Bruce migliorò le sue prestazioni sia in difesa che in attacco: all’inizio del mese di agosto, con 29 fuoricampo e 75 RBI in 103 partite, Bruce guidò le classifiche di rendimento dei Mets. Il 10 agosto la squadra newyorkese, ormai tagliata fuori dalla corsa ai playoff, decise però di scambiarlo con i Cleveland Indians per il giovane lanciatore Ryder Ryan, risparmiandosi gli ultimi mesi di ingaggio e liberando spazio per i prospetti Brandon Nimmo e Dominic Smith. Dal momento del suo arrivo ai Mets al giorno della cessione, in 152 gare complessive, Bruce fece registrare 37 fuoricampo (undicesima miglior prestazione della lega), .247 di media battuta e 94 RBI.

### Cleveland Indians (2017)
Il 10 agosto 2017 Bruce debuttò con i Cleveland Indians al Tropicana Field di St. Petersburg, entrando come sostituto battitore al settimo inning della partita persa per 4-1 contro i Tampa Bay Rays.

### Ritorno ai Mets (2018)
Il 16 gennaio 2018, Bruce firmò un contratto valido 3 anni del valore di 39 milioni con i NY Mets.

### Seattle Mariners e Philadephia Phillies (2019-2020)
Il 3 dicembre 2018, i Mets scambiarono Bruce, Jarred Kelenic, Anthony Swarzak, Gerson Bautista e Justin Dunn con i Seattle Mariners per Edwin Díaz, Robinson Canó e 20 milioni di dollari.
Il 2 giugno 2019, Bruce venne scambiato dai Mariners con i Philadelphia Phillies per il giocatore di minor league Jake Scheiner. Divenne free agent a fine stagione 2020.

### New York Yankees e ritiro (2021)
Il 13 febbraio 2021, Bruce firmò un contratto di minor league con i New York Yankees con un invito allo spring training incluso. Il 3 aprile nel giorno del suo 34º compleanno colpì il suo 319º fuoricampo. Il 14 aprile, giocò la sua decima e ultima partita stagionale. Disputò tutte le partite nel ruolo di prima base. Il 18 aprile 2021, Bruce annunciò il ritiro dal baseball professionisto.

## Palmares
- MLB All-Star Game: 3

2011, 2012, 2016
- Silver Slugger Award: 2

2012, 2013
- Defensive Player of the Year: 1

2013
- Giocatore del mese della NL: 1

maggio 2011
- Giocatore della settimana della NL: 6

4 ottobre 2010, 31 maggio 2011, 15 agosto 2011, 30 aprile 2012, 10 settembre 2012, 9 giugno 2019